# Outron

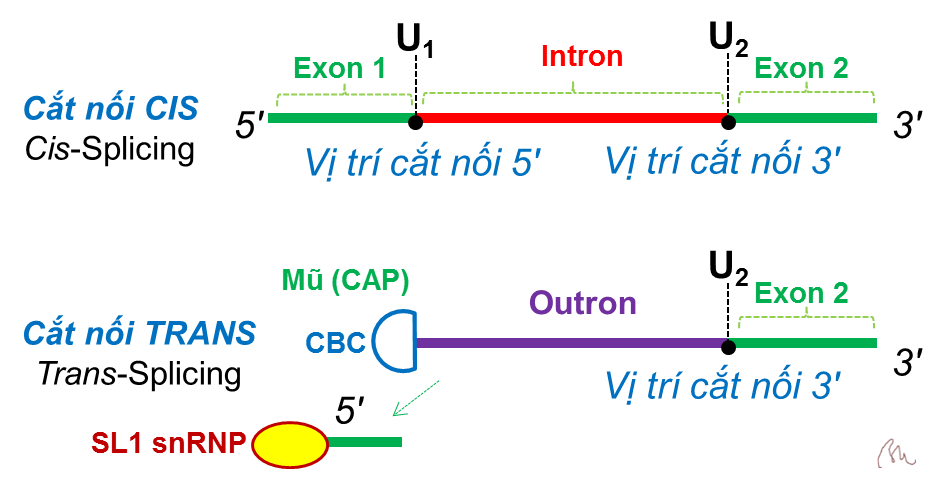
Hai phương thức xử lý RNA và khả năng tạo ra outron.
Trong cắt nối cis, base U1 ở đầu 5', còn U2 ở điểm nhánh gần vị trí nối đầu 3'. Intron được cắt bỏ rồi hai exon E_{1} và E_{2} nối nhau.
Trong cắt nối trans, vị trí 5' ở RNA sơ khai liên kết U1 với snRNP không có; thay vào đó là mũ (CAP) và CBC (cap binding complex, tức phức hợp liên kết mũ), vị trí nối 5 'được cấp bởi thể cho SL snRNP, tương tác với U2 snRNP tại vị trí nối 3' và SL exon được ghép nối vào exon trên tiền mRNA. Vùng nằm giữa mũ (CAP) 5' và vị trí nối chính là outron.

Outron (IPA: /aʊt'rɒn/, tiếng Việt: /autrôn/) là chuỗi nucleotide ở đầu 5' của mRNA sơ khai có chứa trình tự nucleotide giống như intron, tiếp theo là một trình tự đóng vai trò thụ thể, phát sinh trong quá trình xử lý RNA theo phương thức cắt nối trans (trans-splicing). Đây là một thuật ngữ trong lĩnh vực di truyền phân tử.

## Tổng quan
- Quá trình chế biến RNA sơ khai sau khi được phiên mã từ gen có nội dung chủ yếu là cắt bỏ các đoạn RNA không có mã di truyền và nối các đoạn có mã di truyền lại với nhau, từ đó tạo thành RNA trưởng thành (xem chi tiết ở trang "Xử lý RNA". Sự cắt rồi ghép nối này gọi là RNA splicing (cắt nối RNA). Trong di truyền phân tử phân biệt hai phương thức cắt nối (splicing) là cis-splicing (nghĩa đen là "cắt nối bên này") và trans-splicing ("cắt nối bên kia").

-     Ở cắt nối-cis, các intron (không mã) của RNA sơ khai bị cắt bỏ, rồi các exon (có mã) được nối lại thành chuỗi liên tục, tạo nên RNA trưởng thành là khuôn trực tiếp cho quá trình dịch mã. Cơ chế này đã trình bày tóm tắt ở chương trình Sinh học phổ thông và nâng cao. Phương thức này phổ biến ở sinh vật nhân thực, nên có tác giả gọi là kiểu "bình thường" ("normal" splicing) hoặc kiểu "tiêu chuẩn" (standard  splicing).
-     Ở cắt nối-trans cũng có cắt rồi nối đoạn mang mã, nhưng chỉ ở một bên (xem hình), đồng thời phát sinh một chuỗi gọi là outron.
- Outron giống như intron về ba điểm sau:

-     là chuỗi nucleotide ở đầu 5' của mRNA sơ khai (pre mRNA);
-     không mang mã di truyền;
-     có hàm lượng GC (guanine-cytosine content) tương tự.
- Tuy nhiên, outron khác với intron ở:

-     phát sinh trong quá trình xử lý RNA theo phương thức cắt nối trans (trans-splicing), còn trong cắt nối cis (cis-splicing) không xuất hiện;
-     chuỗi outron nằm bên ngoài (out) gen, còn chuỗi intron vốn nằm bên trong (in) gen, tuy đầu cắt nối của Intron và của outron đều ở 3′ như nhau;
-     trong outron có một trình tự đóng vai trò như một vùng nhận cắt nối (splice acceptor) nhận tín hiệu cho phương thức cắt nối trans (trans-splicing).

## Đặc điểm
Sự phát hiện cấu trúc outron gắn liền với sự phát hiện ra phương thức cắt nối-trans (trans-splicing).
- Cắt nối-trans là phương thức cắt nối mRNA sơ khai, trong đó một chuỗi dẫn đầu ngắn đồng nhất, gọi là chuỗi dẫn đầu cắt nối (spliced leader, viết tắt là SL), được ghép vào đầu 5′ của mRNA sơ khai đang hình thành, lần đầu tiên được phát hiện trong sinh vật nhân chuẩn nguyên thủy thuộc nhóm trypanosomatida (Murphy và cộng sự 1986; Sutton và Boothroyd 1986), và sau đó cũng tìm thấy ở giun Caenorhabditis elegans và nhiều loài cùng ngành (Krause và Hirsh, 1987), ở trùng roi (Tessier và cộng sự, 1991), ở Giun dẹp (Rajkovic và cộng sự, 1990; Davis và cộng sự, 1994), ở Dinoflagellata, Thân lỗ, Thích ty bào, Sứa lược, Giáp xác, Chaetognatha, Luân trùng, Sống đuôi. Việc bổ sung SL vào mRNA sơ khai được đánh giá là có hai mục đích: SL sẽ hoạt động cùng với quá trình pôlyađênin hóa và SL cũng góp phần tạo "mũ" (CAP) bảo vệ cho mRNA.[11]
- Trong nhóm trypanosomatida, tất cả các đoạn cắt nối đều bắt đầu bằng SL và gen không chứa intron. Nhưng tuy là nhân thực (Eukaryota) mà nhóm loài này lại có gen loại đa cistron (polycistronic gene) giống vi khuẩn, nên bản phiên mã đa cistron (polycistronic RNA) sẽ được cắt nối chỉ gồm nội dung là tách các bản phiên mã dài và liền nhau thành các đoạn cấu trúc đơn (monocistronic RNA) riêng biệt - khác vi khuẩn. Ở giun Caenorhabditis elegans cũng tương tự: 15% số gen của nó tổ chức thành operon.[1] Ngược lại, ở các nhóm sinh vật bậc cao hơn, thì các gen lại là gen cấu trúc đơn (monocistronic gene) và lại có chứa intron nên phương thức cắt nối này là cắt nối-cis, có loại bỏ intron.[1][12]

Trong các sinh vật nhân thực gồm trùng roi, dinoflagellata, thân lỗ, giun tròn, thích ty bào, sứa lược, giun dẹp, giáp xác, chaetognatha, luân trùng và sống đuôi đã nghiên cứu, thì chiều dài của chuỗi đầu cắt nối (spliced leader, viết tắt là SL) ở outron trung bình trong khoảng từ 16 đến 51 nucleotide và chiều dài SL đầy đủ của RNA trung bình trong khoảng 46 đến 141 nucleotide.